# Geoffrey Lloyd (baron Geoffrey-Lloyd)
Pour les articles homonymes, voir Geoffrey Lloyd.
Geoffrey William Geoffrey-Lloyd, Baron Geoffrey-Lloyd (17 janvier 1902 - 12 septembre 1984) est un homme politique conservateur britannique.

## Éducation
Geoffrey Lloyd est le fils aîné de G. W. A. Lloyd de Newbury. Il fait ses études à la Harrow School et au Trinity College, Cambridge, période pendant laquelle il est président de la Cambridge Union Society en 1925.

## Carrière politique
Lloyd se présente sans succès dans la circonscription de Southwark du Sud-Est en 1924, et celle de Birmingham Ladywood en 1929, où il est battu par seulement 11 voix. Il est secrétaire privé de Sir Samuel Hoare (secrétaire d'État à l'Air) de 1926 à 1929, puis de Stanley Baldwin (Premier ministre en 1929, puis comme chef de l'opposition), de 1929 à 1931.
Il est élu au Parlement à Birmingham Ladywood en 1931 avec une majorité 14 000 voix, conservant son siège jusqu'en 1945. Il est secrétaire parlementaire privé de Stanley Baldwin (Lord président du Conseil de 1931 à 1935 et puis premier ministre en 1935). Il exerce les fonctions de sous-secrétaire d'Etat au Ministère de l'Intérieur de 1935 à 1939, de secrétaire chargé des Mines de 1939 à 1940, de secrétaire chargé du Pétrole de 1940 à 1942, de président du Conseil de contrôle du pétrole de 1939 à 1945, de ministre du Petroleum Warfare Department de 1940 à 1945, de secrétaire parlementaire du ministère de la Production d'énergie de 1942 à 1945, et de ministre de l'Information en 1945. Il est nommé conseiller privé en 1943.
Il est gouverneur de la BBC, de 1946 à 1949. Il est réélu comme député de la circonscription de Birmingham King's Norton, de 1950 à 1955, et de celle de Sutton Coldfield à partir de 1955 jusqu'en février 1974. Pendant ce temps, il est ministre de la Production d'énergie, de 1951 à 1955 et ministre de l'Éducation, de 1957 jusqu'en octobre 1959.
Il est fait pair à vie en 1974 en tant que baron Geoffroy-Lloyd, de Broomfield dans le Kent. Lord Geoffrey-Lloyd est décédé à l'âge de 82 ans de causes naturelles dans le Kent.